# Olympische Jugend-Sommerspiele 2014/Teilnehmer (Antigua und Barbuda)
| Gelbes Symbol für Goldmedaillen mit stilisierten Olympischen Ringen | Graues Symbol für Silbermedaillen mit stilisierten Olympischen Ringen | Braundes Symbol für Bronzemedaillen mit stilisierten Olympischen Ringen |
| ------------------------------------------------------------------- | --------------------------------------------------------------------- | ----------------------------------------------------------------------- |
| —                                                                   | —                                                                     | —                                                                       |

Die Jugend-Olympiamannschaft aus Antigua und Barbuda für die II. Olympischen Jugend-Sommerspiele vom 16. bis 28. August 2014 in Nanjing (Volksrepublik China) bestand aus fünf Athleten. Sie konnten keine Medaille gewinnen.

## Athleten nach Sportarten

### Leichtathletik
| Mädchen - Bliss Soleyn 100 m: 4. Platz | Jungen - Coull Graham 200 m: 12. Platz |

### Schwimmen
| Mädchen - Gabriella John 100 m Brust: 28. Platz (Vorlauf) 200 m Brust: disqualifiziert (Vorlauf) | Jungen - Noah Mascoll-Gomes 100 m Freistil: 35. Platz (Vorlauf) 200 m Freistil: 32. Platz (Vorlauf) |

### Segeln
Jungen
- Rhone Kirby
Byte CII: 24. Platz